# Большое Алматинское озеро
Большое Алматинское озеро (каз. Үлкен Алматы көлі, ранее — Жосалыкөл) — высокогорный водоём в Заилийском Алатау на высоте 2510 метров над уровнем моря, в 15 километрах южнее города Алма-Аты.

## Сведения
Котловина озера тектонического происхождения, сложной формы, с общим уклоном на север. Длина озера 1,6 км, ширина от 0,75 до 1 км.
Длина береговой линии 3 км, глубина 30-40 м, площадь зеркала 0,9 квадратных километров, объём водной массы 14 млн м³.
Максимальный уровень воды в августе, минимальный в феврале. Колебания уровня достигают 20 м. Берега озера обрывистые и крутые. С юга в озеро впадает река Большая Алматинка.
Является частью Иле-Алатауского национального парка.

## Описание
Как и подавляющее большинство озёр Тянь-Шаня, возникло в результате землетрясений.
Над озером возвышаются три основных пика, которые можно увидеть с северного конца плотины: пик Советов (4317 м) — на юго-востоке, пик Озёрный (4110 м) — на юге и пик Турист (3954 м) — к юго-западу от озера.
Северо-западнее пика «Турист» находится гребень Большого Алматинского пика, пирамида высотой З681 м. В зависимости от времени года, озеро меняет свой цвет — от светло-зелёного до бирюзово-голубого.

## Угроза окружающей среде
Формально ущелье относится к Иле-Алатаускому национальному парку, однако в мае 2011 года, с целью легализации незаконно построенных строений (коттеджи, кафе и т. д.), от парка отчуждено и присоединено к территории города Алматы 707,66 га земли, включая ущелье Алма-Арасан и Большое Алматинское озеро.

## Доступ туристов в приграничную, пограничную зоны
Доступ туристов в приграничную, пограничную зону границы Казахстана с Киргизской Республикой расположенную выше озера осуществляется без ограничений, наличие пропуска от МВД не требуется. На расстоянии 7-12 км от границы в глубину территории Республики Казахстан исключено действие пограничного режима. Иностранные граждане и лица без гражданства могут посещать данные приграничные участки с целью туризма. Режим доступа регулируется Постановлением Правительства Республики Казахстан от 31 июля 2015 года № 60.
В марте 2020 года дорога на БАО была закрыта на неопределенный срок в связи с появлением промоин и обвалов на некоторых участках, которые представляют собой потенциальную опасность для всех видов транспорта. В данный момент можно попасть на Большое Алматинское озеро только пешим ходом.

## Галерея
- Большое Алматинское озеро на марке Казахстана, 2005 год
- На заднем плане — пик Советов
- Вид на Большой Алматинский пик с восточного берега озера
- Вид на озеро с восточного берега
- Восточный берег озера
- Большое Алматинское озеро и снежный пик Советов
- Большое Алматинское озеро и пик Советов
- Панорама озера
- Озеро в декабре
- Вид с северо-запада: Большое Алматинское озеро с Большого Алматинского пика
- Вид с юго-востока: Большое Алматинское озеро с пика Советов
- Водосток из озера